# Калиновка (Городищенский район)
Кали́новка (укр. Калинівка) — село в Городищенском районе Черкасской области Украины.
Население по переписи 2001 года составляло 844 человека. Занимает площадь 2,987 км². Почтовый индекс — 19517. Телефонный код — 4734.

## Местный совет
19517, Черкасская обл., Городищенский р-н, с. Калиновка, ул. Ленина, 3